# Alexander Mucha

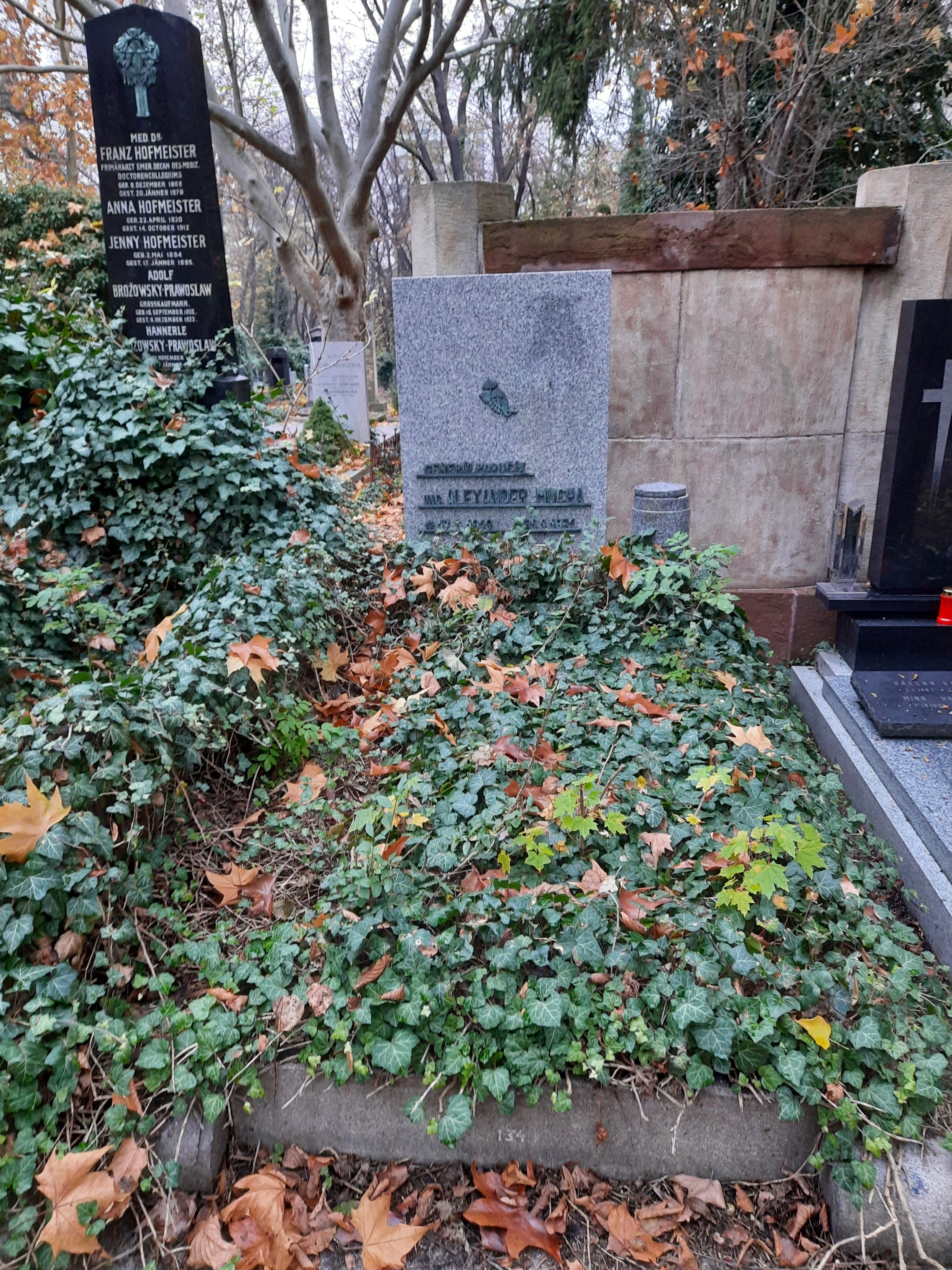
Hrobka rodiny na Olšanských hřbitovech

Generálporučík Ing. Alexander Mucha (17. září 1919, Prešov – 31. ledna 1971, Praha) byl slovenský generál a v roce 1968 i zástupce ministra národní obrany Československé republiky.

## Život
Narodil se 17. září 1919 v Prešově. V letech 1941 - 1943 byl vojákem základní služby a zároveň žákem Vojenské pěchotní školy v Pezinku a Školy důstojníků v záloze v Bratislavě.
V roce 1943 byl poslán na východní frontu, kde přeběhl k jednotkám Rudé armády, aby ho následně v roce 1944 poslali k 2. československé samostatné paradesantní brigádě v SSSR. Zúčastnil se bojů na Dukle a Slovenského národního povstání.
V roce 1949 byl vyslán na dvouleté studium do Vojenské akademie K. Gottwalda v Praze a v roce 1952 úspěšně absolvoval i Akademii generálního štábu ozbrojených sil Polské republiky generála K. Świerczewskiho ve Varšavě. Své vzdělání dovršil na Vojenské akademii generálního štábu ozbrojených sil SSSR K. J. Vorošilova v roce 1958 v Moskvě.
Po osvobození působil v čs. armádě nejprve jako záložní důstojník a od roku 1947 jako důstojník z povolání v různých funkcích orgánů obranného zpravodajství. Po absolvování studia v Polsku byl ustanoven do funkce na velitelství 18. střelecké divize v Košicích, kde zastával funkci náčelníka štábu a následně i velitele této divize. Absolvování studia v Moskvě mu otevřelo cestu na výkon funkce ve štábu 1. armády v Praze, který byl později přemístěn do města Příbram a zde postupně vykonával funkci náčelníka štábu, zástupce velitele a nakonec i velitele 1. armády. Mezitím byl 5. listopadu 1959 jmenován do první generálské hodnosti - generálmajor.
Koncem roku 1964 se stal náčelníkem Vojenské akademie A. Zápotockého v Brně, kde působil do roku 1968, a pak byl ustanoven do funkce náčelníka Hlavní správy pozemních vojsk - zástupce ministra národní obrany pro bojovou přípravu vojsk.
Jeho úspěšnou vojenskou kariéru přerušila roce 1971 tragická dopravní nehoda v Praze. Patřil k uznávaným vojenským odborníkům a pro své rozsáhlé operačně-taktické vojenské znalosti byl i na tehdejším území Západu hodnocen jako jeden z nejpřipravenějších a nejschopnějších generálů tehdejší čs. armády.
Do hodnosti generálporučíka byl povýšen 1. května 1966.
Zemřel roku 1971 v Praze. Pohřben byl na Olšanských hřbitovech.

## Znalost cizích jazyků
- Polský
- Ruský

## Místa vojenského působení
- Slovenská republika: Liptovský Mikuláš, Pezinok, Bratislava, Košice
- Česká republika: Praha, Příbram, Brno
- SSSR: Usmaň, Jefremov, Lvov, Moskva
- Polsko: Varšava

## Ocenění
Třikrát mu byl udělen Československý válečný kříž 1939, Řád Slovenského národního povstání I. třídy a další.